# Tiffany Dupont
Tiffany Dupont (Colorado Springs, 22 de marzo de 1981) es una actriz estadounidense.

## Biografía
Dupont creció en Burke, VA, asistiendo a la escuela secundaria de Lake Braddock Secondary. Es egresada de la Universidad de Georgia, y también sirvió como Miss Universidad de Georgia durante su año júnior. Mientras asistía a la Universidad de Georgia, Tiffany fue un miembro original, tocando el violín, de la banda tributo The Cover Dave Matthews Band, en una gira nacional.

## Trayectoria profesional
Tiffany es conocida por su interpretación del personaje principal, Hadassah, una niña judía, que se convertirá en la bíblica Esther, reina de Persia, en a película One Night with the King. Entre 2007 y 2009 protagonizó por ABC Family Channel la serie Greek.

## Filmografía
- Love finds you in Charm (2015)
- Born To Race: Fast Track (2014)
- The Big Bang Theory, episodio “The Wildebeest Implementation” (2010)
- He's Such a Girl (2007)
- Greek (2007) - (2011)
- The Bedford Diaries (2006)
- One Night with the King (2006)
- The Work and the Glory (2004)
- Grounded for Life, episodio "Mi ex-novio's Back" (2004)
- Cheaper By The Dozen (2003)
- Joan of Arcadia, episodio "El Fuego y la Madera" (2003)
- Yes, Dear, episodio "Sammy's Día de la Independencia" (2002)